# Un selfie con la vita
Un selfie con la vita è un singolo del cantautore italiano Gigi D'Alessio, pubblicato il 18 luglio 2025.

## Descrizione
Il brano, scritto dallo stesso cantautore con Vincenzo D'Agostino, è prodotto da Kekko D'Alessio e Max D'Ambra.

## Video musicale
Il video musicale, diretto da Shake Plastik Dreamer e coreografato da Laccio, è stato pubblicato in concomitanza all'uscita del brano attraverso il canale YouTube del cantautore.

## Tracce
Testi di Luigi D'Alessio e Vincenzo D'Agostino, musiche di Luigi D'Alessio.
1. Un selfie con la vita – 3:08